# Lijst van beelden in Hof van Twente
Dit is een (onvolledige) chronologische lijst van beelden in Hof van Twente. Onder een beeld wordt hier verstaan elk driedimensionaal kunstwerk in de openbare ruimte van de Nederlandse gemeente Hof van Twente, waarbij beeld wordt gebruikt als verzamelbegrip voor sculpturen, standbeelden, installaties, gedenktekens en overige beeldhouwwerken.
Voor een volledig overzicht van de beschikbare afbeeldingen zie: Beelden in Hof van Twente op Wikimedia Commons.
| Geplaatst               | Omschrijving                                   | Kunstenaar           | Straat                         | Plaats                    | Materiaal                | Afbeelding |
| ----------------------- | ---------------------------------------------- | -------------------- | ------------------------------ | ------------------------- | ------------------------ | ---------- |
| 18e eeuw (vermoedelijk) | Putto met everzwijn                            |                      | Nijenhuis                      | nabij Diepenheim          | marmer                   |            |
| 18e of 19e eeuw         | Fonteinbeeld                                   |                      | Kasteel Twickel                | Deldeneresch nabij Delden | lood                     |            |
| 18e of 19e eeuw         | Fonteinbeeld                                   |                      | Kasteel Twickel                | nabij Delden              | lood                     |            |
| 1894                    | Monument Van Heeckeren van Wassenaer           |                      | Markt                          | Delden                    | zink, gietijzer, en glas |            |
| 1953                    | Provinciaal verzetsmonument Overijssel         | Titus Leeser         | Markelose Berg                 | nabij Markelo             | natuursteen              |            |
| 1959                    | Aan de Vrouwe van Twickel                      |                      | Twickelerlaan                  | nabij Delden              | steen                    |            |
| 1973                    | Construction                                   | Cyril Lixenberg      | Grote Straat                   | Diepenheim                | cortenstaal              |            |
| 1973                    | Man en paard                                   | Gabriël Sterk        | Kerkplein                      | Markelo                   | brons                    |            |
| 1976(?)                 | Veulen                                         | Gabriël Sterk        | Langestraat/Zuidwal            | Delden                    | brons                    |            |
| 1983                    | Waterplastiek                                  | Hans Rikken          | Grote Straat                   | Diepenheim                | steen                    |            |
| 1986                    | Boerendansers                                  | Henny Zandjans       | Grotestraat                    | Diepenheim                | brons                    |            |
| 1990                    | Zonder titel (Knop)                            | Sjoerd Buisman       | Wolbertusstraat                | Diepenheim                | beton                    |            |
| 1993                    | Adam en Eva                                    | Ney                  | Kasteel Twickel                | nabij Delden              | steen                    |            |
| 1994                    | Sliding puzzle                                 | Philomeen Raemaekers | Ressingplein                   | Delden                    | steen                    |            |
| 2000                    | fontein (muzieknoten die wiegen in het water)  | Carla Rutgers        | Twickel                        |                           |                          |            |
| 2003                    | De schreeuw                                    | Riemko Holtrop       | Ressingplein                   | Delden                    | brons                    |            |
| 2003                    | De fluitspeelster                              | Jeanette Hagen       | Bij de Oude Blasiuskerk        | Delden                    | brons                    |            |
| 2009                    | Thalia                                         | Alexandra Meerdink   |                                | Diepenheim                | staal en glas            |            |
| 2009                    | Lapis varen                                    | Alexandra Meerdink   |                                | Diepenheim                | Corten-staal en glas     |            |
| 2009                    | Reliëf met wapens Van Raesfelt en Van Twickelo |                      | Kasteel Twickel                | nabij Delden              | steen                    |            |
| 2013                    | Jan Willem Anton Gewin                         | Han Hodes            | Doctor Gewinstraat/Stationsweg | Delden                    | brons                    |            |
|                         | Judith                                         | Henny Zandjans       | Looiersplantsoen               | Diepenheim                | brons                    |            |
|                         |                                                | Frans Bijvank        | Rotonde Rijssenseweg/Oldenhof  | Markelo                   | Brons                    |            |